# Sergi Càmara
Sergi Camara i Pérez (Barcelona, 7 de agosto de 1964). Escritor, ilustrador, fotógrafo y realizador de películas de dibujos animados catalán.
Es autor de las novelas juveniles de la serie Gery Garabatos editadas por Ediciones B, y coautor, junto al periodista Lluis Llort del personaje Blua Scarlet que se publica mensualmente en la revista Barça Kids como suplemento dominical del diario El Punt Avui.

## Biografía
A finales de los años 70 se inicia como humorista gráfico en diversas revistas de Ediciones Amaika (El Papus, Harakiri, la Judía Verde), donde ya combina el dibujo con la redacción de sus propios textos y guiones. Posteriormente se dedica a la publicidad trabajando para diversos estudios especializados en dibujo animado, hasta que en 1989 crea Studio Camara, su propia productora y desde la cual escribe guiones para producciones propias y ajenas, realiza creaciones de personajes para diversas series de animación y produce y dirige algunas que gozaron de un notable éxito comercial y entre las que podemos destacar la miniserie Slurps, emitida en más de 130 canales de televisión entre los que destacan: Fox Family Channel (USA), TV Azteca (México), Disney Channel (Italia), Time Warner (América Latina); Taurus Film GMBH & Co (Alemania), y Teletoon (Francia y Canadá), entre otras. 
A partir del año 2000 se especializa en el mundo editorial dedicándose a la ilustración y a la escritura. Ilustra cuentos infantiles, libros de texto y álbumes ilustrados para la mayoría de editoriales nacionales y de los Estados Unidos, y paralelamente, como escritor, cultiva diversos géneros como: el cuento infantil, los relatos, libros de instrucción artística y novela juvenil.
Algunas de sus obras han sido traducidas a varios idiomas como: el inglés, francés, chino tradicional y simplificado, turco, alemán y portugués. Las traducciones en inglés de alguno de sus libros de instrucción artística están catalogados en la Library of Congress de Washington (USA) ya que suponen un avance para el conocimiento y la creatividad.

## Obra
Destaca por su polivalencia en el mundo audiovisual y editorial, así como por la labor pedagógica realizada a través de sus  libros de instrucción artística y que le han proporcionado un importante reconocimiento. En novela juvenil cabe destacar que su obra Gery Garabatos, ha sido de las primeras en el sector editorial, que además de contenido narrativo y convencional, ofrece diversos contenidos adicionales y multimedia a través de la página web de su personaje principal.

### Obra Audiovisual

#### Publicidad
A lo largo de los años 80 colabora para diversos estudios y productoras realizando numerosísimos anuncios publicitarios para televisión. Algunos de estos estudios son: Studio Andreu, Delta Grup y Equip Produccions.

#### Cine y televisión
Resulta difícil recopilar todas las producciones audiovisuales en las que ha participado de forma directa o indirecta debido a que en muchas ocasiones ha sido acreditado con el nombre de su productora o de otras a las que ha prestado sus servicios como animador, guionista o realizador de Storyboards, pero puede encontrarse participación del autor en más de 55 series de televisión y cinco largometrajes nacionales e internacionales para productoras como: Cromosoma, BRB Internacional, Coscrove Hall Films Limited, Universal Cartoons Studios, ORB FILM & TV PRODUCTION GMBH, etc.
Algunas de las producciones realizadas desde su productora Studio Camara, son:
- Slurps. Studio Camara (Barcelona) & SPI International (New York) 1997
- Atrezzo. Studio Camara (Barcelona) & SPI International (New York) 1998
- Dr. Disaster. Studio Camara (Barcelona) & SPI International (New York) 1999

### Obra gráfica como ilustrador
Al margen de apariciones regulares en diversas revistas de las décadas de los setenta y ochenta del pasado siglo, y de numerosos libros de texto para la mayoría de editoriales nacionales destaca su trabajo en las siguientes obras, la mayoría de ellas para editoriales estadounidenses.
- Nadia quiere un perro (texto: Juan Marsé). Bayer HealthCare, Ulled Comunicació. 2004
- Marisol’s Mystery (texto: Leslie Arnott). Rigby A Harcourt Achieve Imprint. USA. 2006
- The Monster in the Attic (texto: Lisa Trumbauer). Rigby A Harcourt Achieve Imprint. USA. 2006
- The Gate of Dreams (texto: Nelly Tomas). Macmillan/McGraw-Hill (New York - NY) USA. 2008
- How Jack Got Rich “An American Folk Tale” (texto:  Fay Robinson). Zaner-Bloser. USA. 2008
- What is it? (texto: Clay James). Macmillan/McGraw-Hill (New York - NY) USA. 2009
- Día de Teatro (texto: Cristina García Carballo). Maresía Editorial. 2010
- MONDAY & MAY - Contra el doctor Lecter (texto: Jaume Copons, Francesc Puigpelat). Ediciones B, Estrella Polar. 2015
- MONDAY & MAY - La maleta de Sonny Bullet (texto: Jaume Copons, Francesc Puigpelat). Ediciones B, Estrella Polar. 2015
- MONDAY & MAY - El candidato Myflower (texto: Jaume Copons, Francesc Puigpelat). Ediciones B, Estrella Polar. 2015
- MONDAY & MAY - La maldición de Cuervo Loco (texto: Jaume Copons, Francesc Puigpelat). Ediciones B, Estrella Polar. 2016
- SOY UN ANIMAL - Un viaje inesperado (texto: Lluís Llort, Salvador Macip). Anaya, Barcanova. 2015
- SOY UN ANIMAL - Arman y la fábrica podrida (texto: Lluís Llort, Salvador Macip). Anaya, Barcanova. 2015
- SOY UN ANIMAL - Misión (casi) imposible (texto: Lluís Llort, Salvador Macip). Anaya, Barcanova. 2016

### Obra escrita, narrativa

#### Cuentos infantiles
- Adiós, cacas, adiós (autor también de las ilustraciones). Parramón Ediciones 2003
- ¡Que suerte!, ¡Un hermanito!. Parramón Ediciones 2003
- Monstruos queridos. Parramón Ediciones 2003
- Pero, ¿De dónde vengo? Parramón Ediciones 2003
- Manos largas. Parramón Ediciones 2003

#### Libros de instrucción artística
- El Dibujo Animado. Parramón Ediciones 2004
- El Dibujo Manga. Parramón Ediciones 2006
- Colección: Aprende a dibujar Manga (IV Volúmenes). Parramón Ediciones 2007
- El Dibujo Publicitario. Parramón Ediciones 2008
- El Dibujo Humorístico. Parramón Ediciones 2009
- Aprenda a desenhar personagens. Livros Escala (Brasil) 2009
- Notebook Sketching. Parramón Paidotribo 2016

#### Novela juvenil
- Gery Garabatos. Ediciones B. 2012
- Gery Garabatos “El capo de todos los capos”. Ediciones B. 2014